# Los Palacios (Pinar del Río)
Los Palacios es uno de los once municipios en la Provincia de Pinar del Río. Está situado geográficamenta al sur y centro de la provincia; al este, limita con el municipio de San Cristóbal, y al norte con los términos municipales, Cabañas y La Palma, al oeste con el municipio de Consolación del Sur. Sus costas son bañadas por el golfo de Batabanó; al sur. Su territorio cubre una superficie de 775 km².

## Demografía
En 2017 el municipio de Los Palacio tenía una pablación estimada de 38.731 habitantes, con una densidad de 49,6 habitantes por km². Pose una extensión territorial de 786 km².

### Barrios
Los barrios de Los Palacios en 1943 eran: Limones, Macurijes, Paso Real, Santa Mónica, Santo Domingo, Sierra y Urbano.
- Limones: Este barrio en 1943 tenía una población de 1,797 personas. Se encuentra ubicado a doce kilómetros de la cabecera del municipio.

- Macurijes: La población de este barrio en 1943 era de 1,652 personas. Dista dieciséis kilómetros de la cabecera del municipio.

- Paso Real: Este barrio en 1943 contaba con una población de 3,447 personas. Se encuentra a seis kilómetros de la cabecera del municipio. Su cabecera es el pueblo de Paso Real. Antiguamente fue partido. En 1900 fue suprimido el partido, distribuyéndose su territorio entre los municipios de Consolación del Sur y Los Palacios.

- Santa Mónica: Este barrio contaba con 2,275 habitantes en 1943. Está ubicado a dieciséis kilómetros de la cabecera del municipio.

- Santo Domingo: Este barrio en 1943 tenía una población de 2,298 personas. Dista ocho kilómetros de la cabecera del municipio.

- Sierra: Contaba este barrio con una población de 2,820 personas en 1943. Está situado a ocho kilómetros de la cabecera del municipio.[3]